# マリー＝アンヌ・ド・ブルボン (1697-1741)

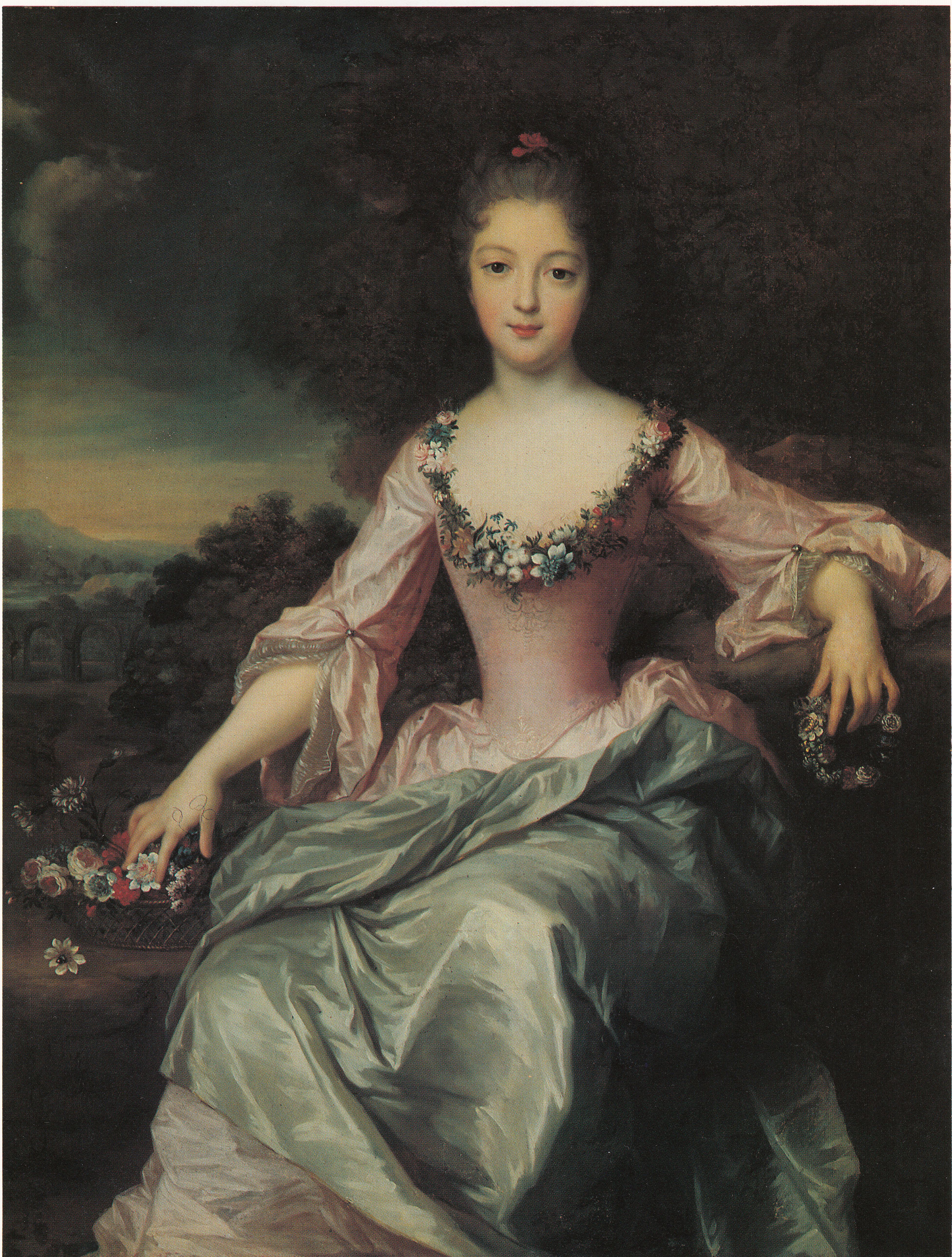
クレルモン姫、グスタフ・ルントベリ画、1720年、個人蔵

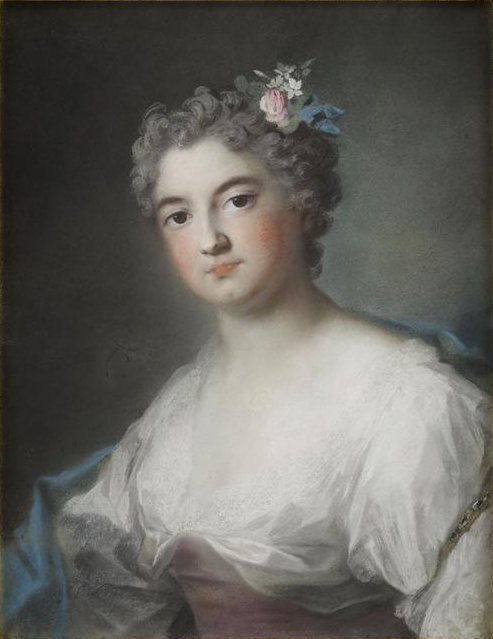
クレルモン姫、ロザルバ・カッリエーラ画、1720年、コンデ美術館蔵

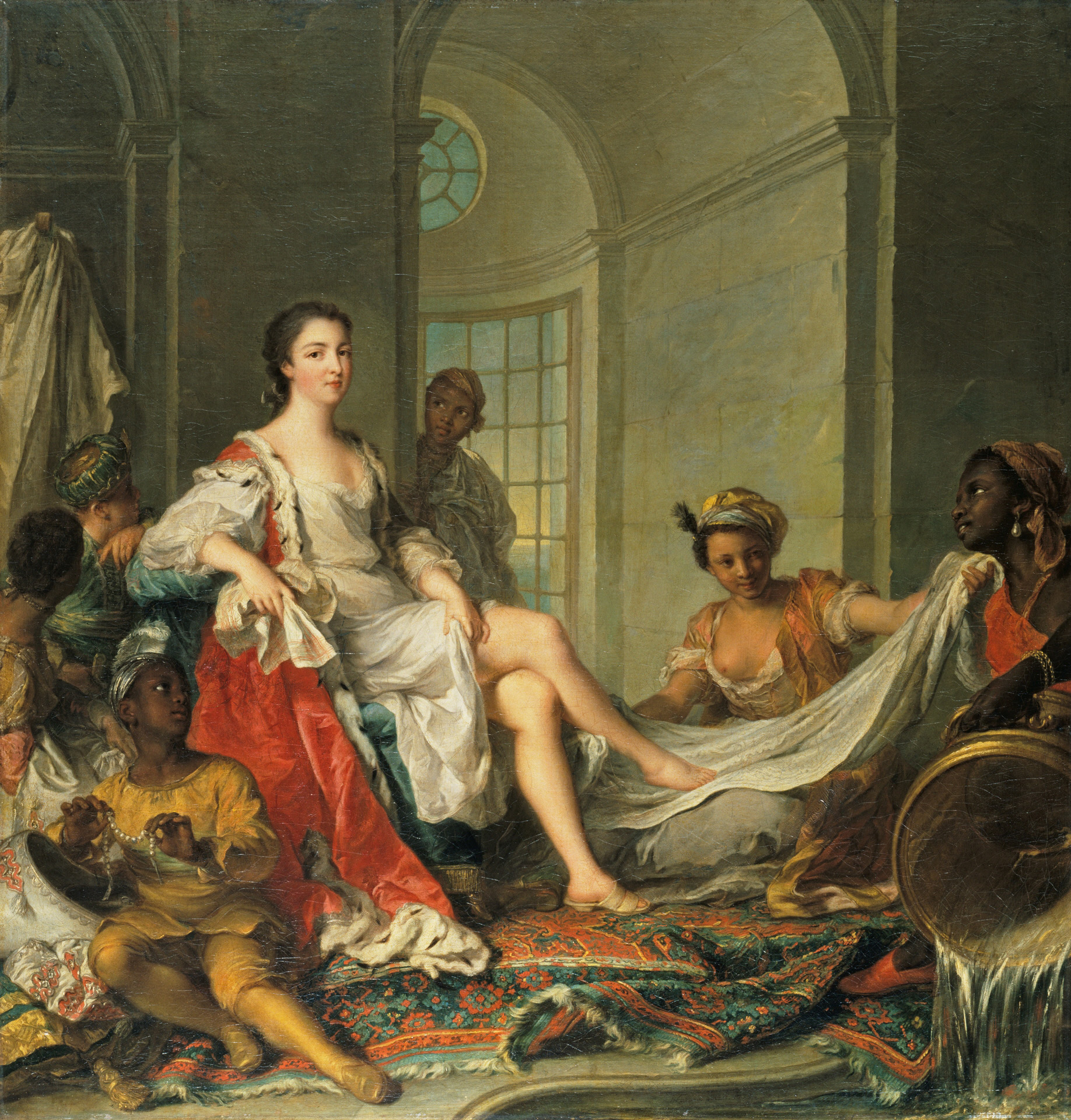
スルタナに扮するクレルモン姫、ジャン＝マルク・ナティエ画、1733年、ウォレス・コレクション蔵

マリー＝アンヌ・ド・ブルボン（Marie-Anne de Bourbon, 1697年10月16日 オテル・ド・コンデ - 1741年8月11日 小リュクサンブール）は、ブルボン朝時代フランスの女性王族（血統内親王）、宮廷女官。王妃家政機関総監（在任1725年 - 1741年）。

## 生涯
コンデ公ルイ3世と妻ルイーズ・フランソワーズ・ド・ブルボン（ナント姫）の間の第5子・四女。母はルイ14世王とモンテスパン夫人の間の非嫡出子の1人。誕生時にクレルモン姫（Mademoiselle de Clermont）の称を与えられ、1700年8月29日に洗礼を受けた際、父の末妹モンモランシー姫に因み、マリー＝アンヌの洗礼名を付けられた。出生時期は、母がコンティ公フランソワ・ルイ（大コンティ親王）と不倫関係にあった時期と重なっており、実父はコンティ公ではないかと噂された。
1710年、ルイ14世王の嫡出の内孫ベリー公シャルルと、庶出の外孫マリー・ルイーズ・エリザベート・ドルレアンが結婚した。ベリー公爵夫人は血統内親王から親王妃（petites-filles de France／フランスの孫娘）に昇格したため、自身の家政機関を持つことになった。このとき、ベリー公爵夫人付の女官の1人に、公爵夫妻の従姉妹にあたるコンデ家のマリー＝アンヌが任じられた。1714年に夫を亡くした後、ベリー公爵未亡人は居城リュクサンブール宮殿及びラ・ミュエット城で多くの愛人と乱脈な生活を送って何度も妊娠を繰り返し、「メッサリナのようにふしだら」との悪評を取った。マリー＝アンヌはベリー公未亡人のこうした不道徳な振る舞いに憤慨し、女官を辞任した。
1719年頃、マリー＝アンヌは恋人のエピノワ公ルイ・ド・ムランと秘密結婚したと噂された。1724年、エピノワ公はコンデ家の居城シャンティイ城で開かれた狩猟パーティに参加した際、狩猟の最中に森で失踪し、死亡したと思われたが遺体は発見されなかった。マリー＝アンヌは恋人の死に打ちのめされた。彼女は他の姉妹たちの多くと同様、生涯正式な結婚をせず、子供も持たなかった。
1725年、ルイ15世王が妻に迎えたポーランド出身の新王妃マリー・レクザンスカの王妃家政機関総監に補任された。この特別職への任命人事は、兄で王の首席大臣を務めていたブルボン公ルイ・アンリがマリー・レクザンスカを王妃に選び、王妃に対して当初強い影響力を持っていたことが背景にあった。1736年、コンティ公妃ルイーズ・ディアーヌ・ドルレアン（ベリー公爵未亡人の妹）が20歳の若さで産褥死した際、マリー＝アンヌは総監の職務で、コンティ公妃の亡くなったイシー城へ王妃の代理として弔問に訪れている。
マリー＝アンヌは腸炎により43歳で亡くなり、フォーブール・サン＝ジャックのカルメル修道院に葬られた。
ジャン＝マルク・ナティエの手になる、スルタナに扮したマリー＝アンヌの肖像画は、「ドレスを脱いだ姿で描かれても品位を傷つけない」ようにとの配慮で生まれたものだが、この時期流行したトルコ趣味のフランス絵画の一例と言える。

## 引用・脚注
1. ↑  Dates
2. ↑  E. de Barthélémy (ed.), Gazette de la Régence. Janvier 1715-1719, Paris, 1887, p.68
3. ↑  Williams, H. Noel (1913). Unruly daughters; a romance of the house of Orléans. New York: G. P. Putnam's sons
4. ↑  “2 - Une histoire des familles Condé et Conti”. 2009年1月23日時点のオリジナルよりアーカイブ。2009年2月3日閲覧。
5. ↑  Jo Hedley, in The Wallace Collection, 2005:148.